# Architecture in Helsinki
Architecture in Helsinki är en australiensisk indiemusikgrupp som bildades i Melbourne i slutet av 1990-talet av vännerna Cameron Bird, Jamie Mildren och Sam Perry. Det har tillkommit fem bandmedlemmar. Bandet har hittills släppt tre album och flera EP-skivor.
Bandet använder flera olika instrument vid deras inspelningar, bland annat ovanliga instrument som analogsyntar, samplers, klockspel och handklappningar, men även trumpet, tuba, trombon, klarinett och blockflöjt, förutom de vanliga trummor, bas och gitarr som de flesta band har.
Architecture in Helsinki har turnerat med band som Death Cab for Cutie och Clap Your Hands Say Yeah. De har även spelat som förband åt David Byrne, The Polyphonic Spree, Yo La Tengo och Belle & Sebastian.

## Medlemmar
Nuvarande medlemmar
- Cameron Bird - sång, gitarr, keyboard (2000-idag)
- Jamie Mildren - gitarr, basgitarr, keyboard, flöjt (2000-idag)
- Sam Perry - basgitarr, keyboard (2000-idag)
- Kellie Sutherland - sång, keyboard, klarinett (2000-idag)
- Gus Franklin - keyboard, gitarr, sång, trombon, trummor (2002-idag)

Tidigare medlemmar
- James Cecil - trummor, gitarr, keyboard (2000-2008)
- Tara Shackell - tuba, trombon, keyboard, bakgrundssång (2002-2006)
- Isobel Knowles - trumpet, keyboard, bakgrundssång (2002-2006)

Turnerande medlemmar
- Ben Donnan - trummor, keyboard (2008-idag)

## Diskografi
Studioalbum
- Fingers Crossed - 2003
- In Case We Die - 2005
- We Died, They Remixed - 2006
- Places Like This - 2007
- Moment Bends - 2011
- NOW + 4EVA - 2014

EP
- Like A Call - 2003
- Kindling - 2003
- Keepsake - 2004
- Daytrotter Session - 2008
- That Beep (remixes) - 2009
- Contact High (remixes) - 2011

Singlar
- Do The Whirlwind - 2005
- Maybe You Can Owe Me / It'5! - 2005
- Wishbone - 2006
- Heart It Races - 2007
- Hold Music - 2007
- Like It or Not - 2008
- That Beep - 2008
- Contact High - 2011
- Escapee - 2011
- W.O.W. (remixes) - 2011
- In the Future - 2013
- Dream a Little Crazy - 2014
- I Might Survive - 2014